# Zara Home
Zara Home est une chaîne de magasins du groupe Inditex spécialisée dans la mode et la décoration de la maison. Environ 70 % de ses produits sont textiles, l'offre est complétée par des objets décoratifs.

## Histoire

Logo de Zara Home de 2003 à 2023.

Le 1er août 2003, Zara Home ouvre son premier magasin à Marbella en Espagne. La même année, 20 à 30 magasins ont été ouverts.
En 2005, Zara Home Kids est lancé, proposant des produits de décoration pour les enfants.
Fin 2005, on trouve des magasins Zara Home dans 8 pays. En 2007, Zara Home est implanté dans 14 pays, puis dans 24 pays en 2008, pour enfin fêter en 2011 l'ouverture de sa 300e boutique[réf. nécessaire].
En avril 2006, Zara Home ouvre sa première boutique en France, dans le centre commercial Les Passages à Boulogne-Billancourt près de Paris.
En 2012, le nouveau concept store pour Zara Home est lancé. La boutique Zara Home du centre commercial So Ouest de Levallois-Perret est la première en France à disposer de ce nouveau concept.
En octobre 2013, Zara Home prend possession des Champs-Élysées avec une boutique résolument luxueuse.

## Styles
Chaque collection de Zara Home est divisée en quatre thèmes: Contemporain, Blanc, Ethnic et Country. Chacun de ces thèmes impose un style propre et unique.
Les collections Zara Home sont renouvelées deux fois par an, à l'occasion de l'arrivée du printemps et de l'automne.

## Chiffres-clés
Pour l’exercice 2011, Zara Home représente 2,3 % du chiffre d'affaires du groupe Inditex.